# Болгарская Божья церковь
Болгарская Божья церковь (болг. Българска Божия църква) — протестантская церковь Болгарии.
Первоначально в неё входили последователи Йончо Хинкова, входившие в пятидесятническое движение, которые в 1928 году под руководством Стояна Тинчева отказались присоединиться к только что созданному Союзу евангельских пятидесятнических церквей. Первоначально сконцентрировавшись в основном в Плевенско, они придерживались более крайних взглядов, отвергая институционализацию движения. Особенно активную деятельность церковь развила с начала 1980-х годов под руководством Павла Игнатова. Впервые официально зарегистрирована в 1990 году, на сегодняшний день насчитывает около 150 поместных церквей и входит в Объединённые евангельские церкви.
В 1976 году насчитывала 450—500 последователей, а в 2002 году её численность возросла до 33 тысяч человек.